# Fan Weitang
Fan Weitang (范维唐;Beijing, China 18 de julio de 1935 – Beijing, China, 1 de enero de 2023) fue un ingeniero y político chino que se desempeñó como viceministro de la industria del carbón desde 1993 hasta 1995, y fue académico de la Academia China de Ingeniería.
Fan fue miembro de los 8.º y 9.º Comités Nacionales de la Conferencia Consultiva Política del Pueblo Chino.

## Biografía
Fan nació en Beijing, el 18 de julio de 1935, aunque su hogar ancestral está en Ezhou, Hubei. Su padre, Fan Zhilun (范治纶), era un educador en el campo de la conservación del agua, y su hermano menor zh también es miembro de la Academia China de Ingeniería. Tras graduarse del Departamento de Minería de la Universidad de Hierro y Acero de Beijing (ahora Universidad de Ciencia y Tecnología de Beijing) en 1956, continuó sus estudios en la Universidad de Idiomas Extranjeros de Beijing y en el Instituto de Minería de Beijing (ahora Universidad de Minería y Tecnología de China). En 1959, realizó su trabajo de posgrado en el Instituto de Minería de Moscú en la Unión Soviética.
Fan regresó a China en 1963 y se convirtió en miembro del Instituto de Investigación del Carbón de China. Fue ingeniero jefe del zh en 1986 y posteriormente viceministro en 1993.
El 1 de enero de 2023, Fan falleció debido al COVID-19 en Beijing, a la edad de 87 años.

## Honores y premios
- 1994 Miembro de la Academia China de Ingeniería (CAE)
- 2002 Miembro Extranjero de la Academia Real Sueca de Ciencias de la Ingeniería (IVA)